# Peste suina africana
La peste suina africana detta anche ASF, sigla dell'inglese African swine fever, è una malattia infettiva altamente contagiosa in veterinaria. Coinvolge suini, cinghiali e suidi selvatici europei ed è causata dal virus della peste suina africana, unico rappresentante della famiglia Asfarviridae. Non è una patologia zoonosica.

## Storia

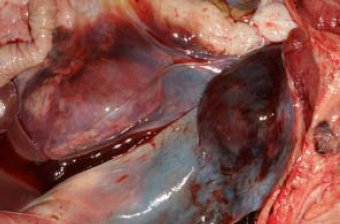
La tumefazione intorno ai reni e le emorragie muscolari visibili in questa immagine sono tipiche dei suini con la peste suina africana.

Il primo scoppio di un'epidemia da peste suina africana è stato riconosciuto retrospettivamente quale quello del 1907, solo dopo che ASF fu descritta in Kenya nel 1921. La malattia fu confinata all'Africa fino al 1957, quando fu segnalata a Lisbona, in Portogallo. Una epidemia successiva si ebbe in Portogallo nel 1960. Successivamente a queste introduzioni iniziali, la malattia si radicò nella penisola iberica e scoppi sporadici si verificarono poi in Francia, Belgio e altri Stati Europei durante gli anni '80. Sia la Spagna che il Portogallo si sono organizzati per eradicare la malattia intorno al '95 per mezzo della politica di macellazione.

### Cuba
Nel 1971 si ebbe uno scoppio della malattia a Cuba, che si concluse con la macellazione di 500 000 maiali per prevenire una epidemia nazionale. Il focolaio fu etichettato come il "più allarmante evento" del 1971 dalla FAO.

#### Teoria della cospirazione
Sei anni dopo questo evento il giornale Newsday, citando fonti anonime, affermò che,  con almeno il tacito supporto degli ufficiali della CIA, le cooperative legate ai terroristi anti-Castro avevano introdotto presumibilmente il virus della peste suina africana a Cuba sei settimane prima dello scoppio dell'epidemia del 1971, con lo scopo di destabilizzare l'economia cubana e incoraggiare l'opposizione interna a Fidel Castro. Il virus fu presumibilmente consegnato ai terroristi da una base dell'esercito nei pressi del Canale di Panama per mano di un ignoto emissario dell'intelligence americana.

### Caraibi
ASFV attraversò l'Oceano atlantico e un focolaio fu segnalato su alcune isole caraibiche, inclusa la Repubblica Dominicana. I focolai principali di ASF in Africa furono regolarmente segnalati alla OIE (precedentemente chiamata L'office international des épizooties).

### Europa
Al di fuori dell'Africa, un focolaio si è verificato all'inizio del 2007 in Georgia e, successivamente si diffuse all'Armenia, all'Azerbaigian, all'Iran, alla Russia e alla Bielorussia, incrementando la preoccupazione che ASFV potesse espandersi in territori più lontani e comportando effetti dannosi all'industria suinicola. La peste suina africana è diventata 'endemica' nella Federazione Russa da quando si è diffusa nel Nord del Caucaso 'nel Novembre 2007, più probabilmente per movimenti di cinghiali selvatici infetti dalla Georgia alla Cecenia', secondo un rapporto del 2013 dalla FAO. Il rapporto mostrava come la malattia si sia diffusa al nord dal Caucaso alle altre parti della Nazione dove le produzioni suinicole erano più concentrate, il Circondario federale centrale (casa del 28,8% dei suini Russi) e il circondario federale del Volga (con il 25,4% delle mandrie nazionali) e a nord-ovest verso l'Ucraina, la Bielorussia, la Polonia e i Paesi Baltici. In Russia, ancora secondo il rapporto, la malattia è 'sulla strada per diventare endemica nell'Oblast di Tver' (circa 106 km a nord di Mosca—e circa 500 km a est del vicino litorale della Russia sul Baltico. Tra i vettori dell'espansione in Russia del virus c'era la distribuzione dei 'prodotti dei suini infetti' fuori dalle aree colpite (in quarantena e con blocchi commerciali), attraversando grandi distanze (migliaia di chilometri). I compratori all'ingrosso, i fornitori di cibo militare in particolare, sono stati implicati molte volte nella distribuzione illegale della carne contaminata. "erano i vettori della diffusione del virus", ha detto il rapporto della FAO, e l'evidenza di ciò erano "i ripetuti scoppi di focolai nell'Oblast' di Leningrado". Il rapporto avvisava che "gli Stati immediatamente confinanti con la Federazione Russa, particolarmente l'Ucraina, la Moldavia, il Kazakistan e la Lettonia, sono i più vulnerabili all'introduzione [della peste suina Africana] e l'insediamento endemico, in gran parte perché la biosicurezza del loro settore suinicolo è prevalentemente scarsa. Prevenire la diffusione [della peste suina africana] in Ucraina è particolarmente necessario per l'intero settore produttivo dei suini in Europa. Dati i preoccupanti sviluppi nella Federazione Russa, gli Stati europei devono mantenere un alto livello di allerta. Devono essere pronti per prevenire e reagire effettivamente all'introduzione [della peste suina Africana] nei loro territori per molti anni a venire"...per bloccare la diffusione del virus, "lo scenario corrente nella Federazione Russa suggerisce che [la prevenzione] dovrebbe essere particolarmente enfatizzato al livello spesso informale dell'allevamento casalingo, e non dovrebbe includere soltanto gli allevatori, ma tutti coloro che fanno parte della catena economica - i macellai, gli intermediari, i mattatoi, ecc...dovrebbero essere consapevoli di come prevenire e riconoscere la malattia e dovrebbero comprendere l'importanza della segnalazione dei focolai alle autorità nazionali...è particolarmente importante che le zone indenni [dalla peste suina Africana] rimangono indenni prevenendo la [re]introduzione della malattia e rispondendo rapidamente quando si verifica".
- Nell'agosto 2012 un focolaio di peste suina Africana fu segnalato in Ucraina.[10].
- Nel giugno 2013 un altro si ebbe in Bielorussia.[11]
- Nel gennaio 2014 le autorità annunciarono la presenza della peste suina africana in Lituania e Polonia,[12], nel giugno 2014 in Lettonia[13]
- Nel luglio 2015 l'Estonia segnalò il suo primo caso di peste suina africana nei suini allevati nella contea di Valgamaa, al confine con la Lettonia. Un altro caso fu segnalato lo stesso giorno nella contea di Viljandi, anch'essa al confine. Tutti i suini furono abbattuti e le loro carcasse incenerite.[14] Meno di un mese dopo almeno 15 000 suini allevati furono abbattuti e lo Stato ha 'lottato per liberarsi di centinaia di tonnellate di carcasse'. Ci si aspettava che il livello dei morti 'crescesse'.[15]
- Nel gennaio 2017 la Lettonia dichiarò l'emergenza "peste suina africana" in relazione ai focolai scoppiati in tre regioni, inclusa una fattoria di suini nella regione di Krimulda, che si concluse con l'abbattimento di circa 5 000 scrofe e suinetti tramite gas.[16][17] In Febbraio fu necessario un altro massivo abbattimento di suini, dopo che una fattoria di scala industriale della stessa compagnia, nella regione di Salaspils, fu trovato infetto, portando all'abbattimento di circa 10 000 suini.[18]. La Repubblica Ceca nel giugno 2017 ha registrato il suo primo caso di Peste suina Africana.[19] Dall'aprile 2018 in Repubblica Ceca non si registrano più contagi e l'epidemia è considerata eradicata.[20]
- Nell'agosto 2018 la Bulgaria ha annunciato la scoperta di un focolaio nel suo territorio[21].
- Nel settembre 2018 il Belgio ha segnalato i primi focolai di malattia nei cinghiali, dopo un piano costoso e rigoroso il paese ha eradicato la malattia a fine 2020.[22]
- Nell'agosto 2019 in Serbia si sono registrati i primi focolai della malattia in allevamenti di suini.[23]
- Nel febbraio 2020 la Grecia ha segnalato un caso di peste suina africana nella Macedonia, una regione del Nord della Grecia[24].
- Nel settembre 2020 in Germania si sono registrati i primi focolai di malattia nei cinghiali nelle aree a ridosso del confine con la Polonia.[22]
- Nel gennaio 2022 Area infetta (in rosso) e Zona Buffer (in giallo ) aggiornata al 27 gennaio 2022. sono state ritrovate numerose carcasse di cinghiali fra Liguria e Piemonte, risultate positive al virus della ASF, cui son seguite delle misure atte ad arginarne la diffusione[25]. Al 27 gennaio 2022 risultavano positive le carcasse di complessivi 27 cinghiali, di cui 14 raccolte in Piemonte e le restanti in Liguria. Negli attuali confini dell'area da considerarsi infetta ricadono ben 117 comuni. Un'ulteriore zona di sicurezza ("buffer") è stata istituita 10 km attorno alla prima.
- Nel gennaio 2022 in Macedonia del Nord si sono registrati i primi focolai della malattia in allevamenti di suini.[26]
- Nell'aprile 2022 è stato rilevato un focolaio di peste suina africana in un suino selvatico nella regione della Piccola Polonia in Polonia.[27]
- Nel maggio 2022 sono stati rilevati casi di peste suina africana tra i cinghiali presenti nel parco dell’Insugherata a Roma e nella Provincia di Rieti[28]. Negli anni passati in Italia la peste suina africana era già presente in Sardegna ma il virus ivi presente è geneticamente diverso dal quello circolante nell'Italia continentale e nel resto dell'Europa dimostrando pertanto una diversa origine[29].
- Nel giugno 2022 sono stati rilevati due focolai di peste suina africana in suini detenuti nella regione della Grande Polonia in Polonia.[30]
- Nel giugno 2023 in Croazia si sono registrati i primi focolai della malattia in due allevamenti di suini.[31] Altri focolai in Bosnia ed Erzegovina[32]
- Nel settembre 2023 la Svezia ha segnalato i primi focolai della malattia fra i cinghiali.[33]
- Nell'ottobre 2023, in Italia, risulta eradicata la PSA in Sardegna, dove era presente in modo endemico fin dal 1978.[34]
- Gennaio 2024: l'epidemia sta interessando molti paesi europei. Attualmente è diffusa in Russia, Ucraina, Moldova, Estonia, Lettonia, Lituania, Polonia, Romania, Slovacchia, Ungheria, Italia, Germania, Slovenia, Croazia, Bosnia ed Erzegovina, Montenegro, Macedonia del Nord, Serbia, Kosovo, Albania, Bulgaria, Grecia, con migliaia di focolai nei cinghiali selvatici e negli allevamenti di suini domestici. In Italia fino al 2022 era presente solo in Sardegna (dal 1978 al 2023), in seguito ai primi focolai registrati in Piemonte e Liguria, la PSA si è diffusa nel Lazio, in Calabria, Campania, Basilicata, Lombardia, Emilia-Romagna, Toscana[22][35][36][37][38]

### Asia e Oceania
La PSA sta interessando Cina, Mongolia, Corea del Nord, Corea del Sud, Vietnam, Laos, Cambogia, Birmania, India, Bhutan, Nepal, Bangladesh, Filippine, Malaysia, Singapore, Indonesia, Timor Est, Papua Nuova Guinea, in diverse aree dell’Estremo Oriente. Al momento in Mongolia, Cambogia e Birmania i focolai risultano risolti

### Teoria alternativa
La comparsa di ASF al di fuori dell'Africa quasi in contemporanea con la comparsa dell'AIDS ha fatto sorgere interesse sulle possibili correlazioni tra le due e nel 1986 è apparso un report sul The Lancet che supportava questa teoria. Comunque, la realizzazione che il virus dell'immunodeficienza umana (HIV) causa l'AIDS ha screditato ogni potenziale connessione con ASF.

## Segni e sintomi

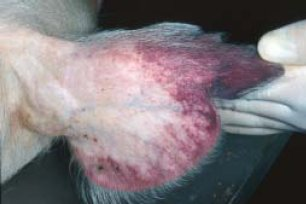
L'arrossamento delle orecchie è un segno comune della peste suina Africana nei maiali.

Nella forma acuta della malattia, dovuta alle sollecitazioni dell'alta virulenza, i suini possono avere febbre alta, non mostrare altri sintomi evidenti nei primi giorni. Poi gradualmente perdono l'appetito e vanno in depressione. Nei Large White, le estremità diventano viola-bluastre e le petecchie emorragiche diventano evidenti a livello della cute di orecchie e addome. I gruppi di suini infetti giacciono raggomitolati vicini, con dispnea e talvolta tosse. Se forzati ad alzarsi, hanno equilibrio instabile. In pochi giorni dall'infezione entrano in stato comatoso e muoiono. Nelle gestanti si verificano aborti spontanei. Nelle infezioni più miti i suini colpiti perdono peso e sviluppano polmonite, ulcere cutanee e tumefazioni articolari.

### Diagnosi
I sintomi clinici delle infezioni da ASFV sono molto simili a quelli del virus della peste suina classica e le due malattie devono essere spesso distinte con la diagnosi di laboratorio. Essa si realizza di solito cercando gli anticorpi sierici specifici con tecnica ELISA o con l'isolamento diretto del virus da sangue, linfonodi o milza del suino infetto.